# Generalmajor (Avstralija)
Generalmajor (izvirno angleško Major General; kratica MAJGEN) je četrti najvišji vojaški čin, tretji najvišji aktivni in najnižji generalski čin Avstralske kopenske vojske in je neposredni naslednik britanskega čina generalmajorja; velja za dvozvezdni čin. Generalmajor poveljuje diviziji oz. enakovredni formaciji.
Je enakovreden činu kontraadmirala Kraljeve avstralske vojne mornarice in činu zračnega podmaršala Kraljevega avstralskega vojnega letalstva. V Natovi strukturi činov spada v razred O-8. Podrejen je činu generalporočnika in nadrejen činu brigadirja (ki je najvišji častniški čin). Do leta 1922 je bil generalmajor činu brigadnega generala, ki pa je bil takrat ukinjen.
Oznaka čina generala je zvezda (red kopeli) nad prekrižano sabljo in batonom (maršalsko palico); torej ista kot je oznaka čina britanskega generalmajorja, pri čemer ima avstralska oznaka na spodnjem delu še napis Australia. 